# Camponotus baynei
Camponotus baynei är en myrart som beskrevs av Arnold 1922. Camponotus baynei ingår i släktet hästmyror, och familjen myror. Inga underarter finns listade.